# Галушкин, Александр Иванович (учёный)
Алекса́ндр Ива́нович Галу́шкин (17 февраля 1940 — 8 ноября 2016, Москва) — советский и российский учёный, доктор технических наук (1974), профессор МФТИ (1988), в последние годы жизни — руководитель лаборатории разработки систем интеллектуального управления промышленными комплексами ФГАНУ ЦИТиС и Центра нейросетевых технологий ИнтерЭВМ. Заслуженный деятель науки Российской Федерации (1996), лауреат Премии Правительства Российской Федерации в области образования (2002).

## Краткая биография
А. И. Галушкин окончил Московское высшее техническое училище им. Баумана в 1963 г. Диссертация на соискание учёной степени кандидата технических наук защищена им в 1966 г., а учёной степени доктора технических наук — в 1974 г.
В 1992 г. основал и в течение многих лет являлся главным редактором научного журнала «Нейрокомпьютер» (с 1999 г. издание стало называться «Нейрокомпьютеры: разработка, применение»).
Александр Иванович — один из основателей Всероссийской конференции «Нейрокомпьютеры и их применение» (НКП) — авторитетного российского научного форума по всем направлениям современного нейрокомпьютинга.
В последние годы жизни А. И. Галушкину было поручено руководить Лабораторией разработки систем интеллектуального управления промышленными комплексами ФГАНУ ЦИТиС и Центром нейросетевых технологий ИнтерЭВМ.

## Научно-педагогическая деятельность
А. И. Галушкин преподавал 
- с 1968 г. в Московском институте электронного машиностроения,
- затем — на кафедре «Интеллектуальные информационные системы и технологии» МФТИ и
- департаменте программной инженерии Национального исследовательского университета «Высшая школа экономики».

## Научные труды
Научные труды Александра Ивановича Галушкина по теории нейронных сетей представлены более чем в 400 научных трудах, в том числе в 25 монографиях, изданных в России и за рубежом.

### Основные монографии
- Многослойные системы распознавания образов / А. И. Галушкин. — М. : МИЭМ, 1970.
- Синтез многослойных систем распознавания образов / А. И. Галушкин. — М.: Энергия, 1974 г.
- Galushkin, Alexander I. Neural network theory, Springer, 2007. — 402 pp. — ISBN 978-3-540-48125-6.
- Нейронные сети : основы теории / А. И. Галушкин. — М. : Горячая линия-Телеком, 2010. — 496 с. — ISBN 978-5-9912-0082-0.

### Учебные пособия
- Ф. Уоссермен. Нейрокомпьютерная техника. — М.: Мир, 1992. Пер. с англ. к.ф.-м.н. Ю. А. Зуева и В. А. Точенова под ред. д.т. н. А. И. Галушкина. — 240 с. ISBN 5-03-002115-9.
- Галушкин А. И. Теория нейронных сетей : Учеб. пособие для вузов. — М. : Радиотехника, 2000. — 415 с. : ил. ; 22 см. — (Нейрокомпьютеры и их применение; кн. 1). — Библиогр. в конце ст. — Из содерж.: Структуры нейронных сетей ; Оптимальные модели нейронных сетей ; Адаптивные нейронные сети ; Надёжность и диагностика нейронных сетей. — 2000 экз. — ISBN 5-93108-005-8.
- Галушкин А. И. Нейрокомпьютеры : Учеб. пособие для вузов / А. И. Галушкин. — М. : Радиотехника, 2000. — 524 с. : ил. ; 22 см. — (Нейрокомпьютеры и их применение; кн. 3). — Из содерж.: Теория нейронных сетей ; Архитектура нейрокомпьютеров ; Нейроматематика ; Нейропакеты: современное состояние и сравнительные характеристики ; Первые нейрокомпьютеры ; Моделирование нейронных сетей на суперЭВМ ; Нейрокомпьютеры на универсальных микропроцессорах ; СБИС-нейрочипы — перспективное направление разработок нейрокомпьютеров ; Нейрокомпьютер на базе СБИС-нейрочипов ; Перспективные технологии нейрокомпьютеров ; Оценка производительности нейрокомпьютеров. — 2000 экз. — ISBN 5-93108-007-4.
- Нейронные сети: история развития теории : Учеб. пособие для вузов / Под общ. ред.: А. И. Галушкина, Я. З. Цыпкина. — М. : Радиотехника, 2001. — 839 с. : ил. ; 22 см. — (Нейрокомпьютеры и их применение; кн. 5). — 1100 экз. — ISBN 5-93108-007-4.

## Выступления в сети
- Галушкин А. И.  Транспьютерные системы и мемристоры в развитии высокопроизводительной вычислительной техники Архивная копия от 16 сентября 2017 на Wayback Machine / конф. «Посткремниевые вычисления», 25-27.11.2014 г. (видео на портале Национальный суперкомпьютерный форум)
- Галушкин А. И.  Состояние и перспективы развития робототехники, включая системы управления Архивная копия от 23 ноября 2017 на Wayback Machine // выступл. на конгрессе «Глобальное будущее 2045», 17 февраля 2012 года, Москва.

## Награды и почётные звания
- Заслуженный деятель науки Российской Федерации (1996).
- Премия Правительства Российской Федерации в области образования — за создание учебных пособий для учебных заведений высшего профессионального образования «Теория нейронных сетей» и «Нейрокомпьютеры» — за 2002 год[2].